# Axel Bäck
Pour les articles homonymes, voir Bäck.
Axel Erik Bäck, né le 23 décembre 1987 à Bruxelles (Belgique), est un skieur alpin suédois. Il est spécialiste du slalom.

## Biographie
Il fait ses débuts dans des courses FIS en 2003, puis en Coupe d'Europe en 2006 et la Coupe du monde en 2009 à Schladming. En 2009-2010, il enchaîne les résultats dans les points en Coupe du monde, avec une dixième place comme meilleur résultat une dixième place à Alta Badia. Lors de l'hiver suivant, il progresse vers le haut de la hiérarchie avec une sixième place à Schladming puis une position de deuxième à Kranjska Gora, lui garantissant son premier et seul podium de sa carrière. Il obtient trois top dix consécutifs durant la saison 2014-2015, constituant sa meilleure série depuis 2011.
Il a gagné la médaille de bronze à la compétition par équipes aux championnats du monde de ski alpin à Garmisch-Partenkirchen, où il est aussi onzième en slalom.
Il participe aux Jeux olympiques d'hiver de 2010 et 2014, mais il enfourche à chaque fois en slalom.
Il annonce la fin de sa carrière sportive en 2016.

## Palmarès

### Jeux olympiques d'hiver
| Épreuve / Édition | Vancouver 2010 | Sotchi 2014 |
| Slalom            | Disqualifié    | Disqualifié |

### Championnats du monde
| Épreuve / Édition | Garmisch-Partenkirchen 2011 |
| Par équipes       | Bronze                      |
| Slalom            | 11e                         |

### Coupe du monde
- Meilleur classement général : 40e en 2011.
- 1 podium.

#### Différents classements en Coupe du monde
| Année/Classement | Général | Général | Descente | Descente | Slalom géant | Slalom géant | Slalom | Slalom | Super G | Super G | Combiné | Combiné |
| Année/Classement | Class.  | Points  | Class.   | Points   | Class.       | Points       | Class. | Points | Class.  | Points  | Class.  | Points  |
| ---------------- | ------- | ------- | -------- | -------- | ------------ | ------------ | ------ | ------ | ------- | ------- | ------- | ------- |
| 2010             | 64e     | 110     | -        | -        | -            | -            | 19e    | 110    | -       | -       | -       | -       |
| 2011             | 40e     | 212     | -        | -        | -            | -            | 14e    | 212    | -       | -       | -       | -       |
| 2012             | 63e     | 124     | -        | -        | -            | -            | 24e    | 124    | -       | -       | -       | -       |
| 2013             | 81e     | 56      | -        | -        | -            | -            | 29e    | 56     | -       | -       | -       | -       |
| 2014             | 52e     | 143     | -        | -        | -            | -            | 15e    | 143    | -       | -       | -       | -       |
| 2015             | 52e     | 143     | -        | -        | -            | -            | 17e    | 143    | -       | -       | -       | -       |
| 2016             | 109e    | 31      | -        | -        | -            | -            | 35e    | 31     | -       | -       | -       | -       |

### Coupe d'Europe
- Meilleur classement général : 11e (2009-2010).
- 10 podiums dont 5 victoires.

### Championnats de Suède
- Titré en 2013 et 2014 sur le slalom.